# Czaszołka pospolita
Czaszołka pospolita (Patella vulgata) – gatunek średniej wielkości morskiego ślimaka z rodziny Patellidae, typowy dla rodzaju czaszołka (Patella). Występuje w strefie pływów i strefie oprysku w Atlantyku od Norwegii do Hiszpanii oraz w Morzu Śródziemnym.

## Etymologia nazwy
Nazwa rodzaju wynika z podobieństwa muszli do czarki (patella łac. – czara ofiarna, misa), epitet gatunkowy ((vulgata łac. – rozpowszechniona)) odnosi się do pospolitego, masowego występowania tego gatunku.

## Cechy morfologiczne

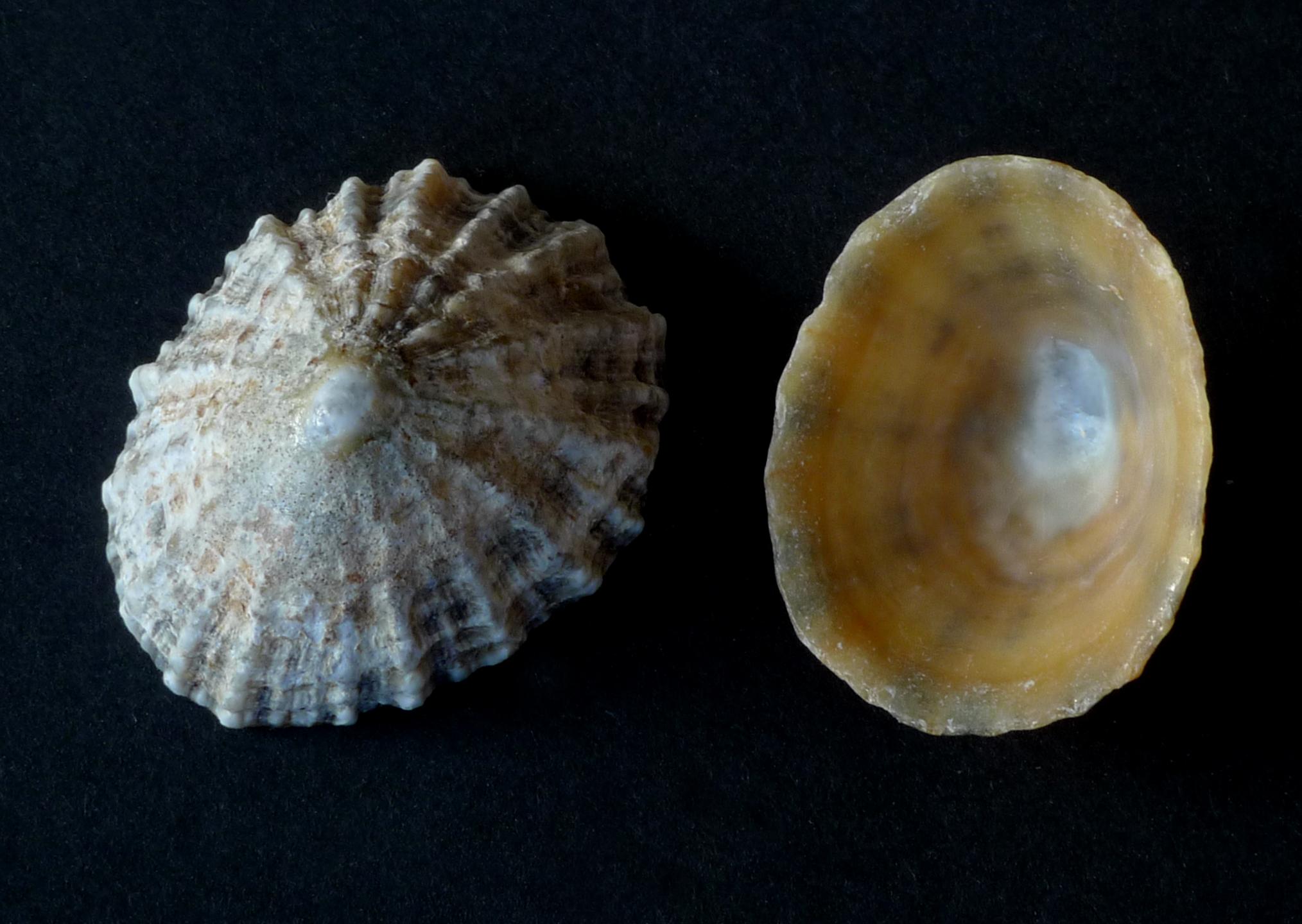
Muszla czaszołki pospolitej – widok od góry i od dołu.

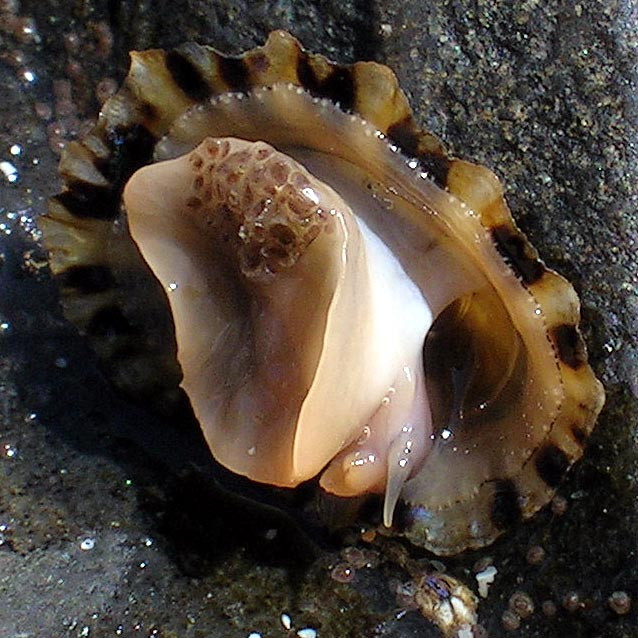
Czaszołka pospolita – widok na nogę i głowę (Hiszpania).

Wielkość muszli: długość 20–60 mm. Muszla grubościenna, niska lub wysoka, zależnie od siedliska (intensywności falowania), ma kształt czareczkowaty. Wierzchołek położony centralnie. Zewnętrzna powierzchnia muszli z grubymi, promienistymi żeberkami (choć niektóre osobniki mogą mieć muszle prawie gładkie), o barwie od brudnobiałej do oliwkowej lub brązowo-zielonkawej. Brzeg muszli nieregularnie, płytko pofalowany. Wewnętrzna strona muszli z perłowym połyskiem, żółtawe lub białawe, z zaznaczoną białą, podkowiastą powierzchnią przyczepu mięśnia. Gatunek polimorficzny, cechuje go duże zróżnicowanie rozmiarów, ornamentacji, kolorów.

## Występowanie
Przedstawiciele rodziny występują pospolicie w Atlantyku, od Norwegii do Hiszpanii oraz w Morzu Śródziemnym.

## Biologia i ekologia

### Zajmowane siedliska
Żyją w strefie pływów, a także w strefie oprysku. Najliczniej spotykane na podłożach skalistych. Podczas odpływu nie cofają się z wodą, lecz silnie przywierają do skał, gromadząc pomiędzy muszlą i płaszczem a podłożem zapas wody, który umożliwia im doczekanie przypływu.

### Odżywianie
Roślinożercy, zdrapywacze, rozdrabniacze – żywią się trawami morskimi, glonami, peryfitonem.

### Rozmnażanie
Rozdzielnopłciowe, po osiągnięciu dojrzałości płciowej (około 9 miesiąca życia) funkcjonują początkowo jako samce, w 2-3 roku życia u większości osobników następuje zmiana płci na żeńską. Okres rozrodczy: jesień (od października do grudnia). Zapłodnienie zewnętrzne. Rozwój złożony, z larwą swobodnie pływającą. Długość życia: do 10-20 lat.

## Ciekawostki

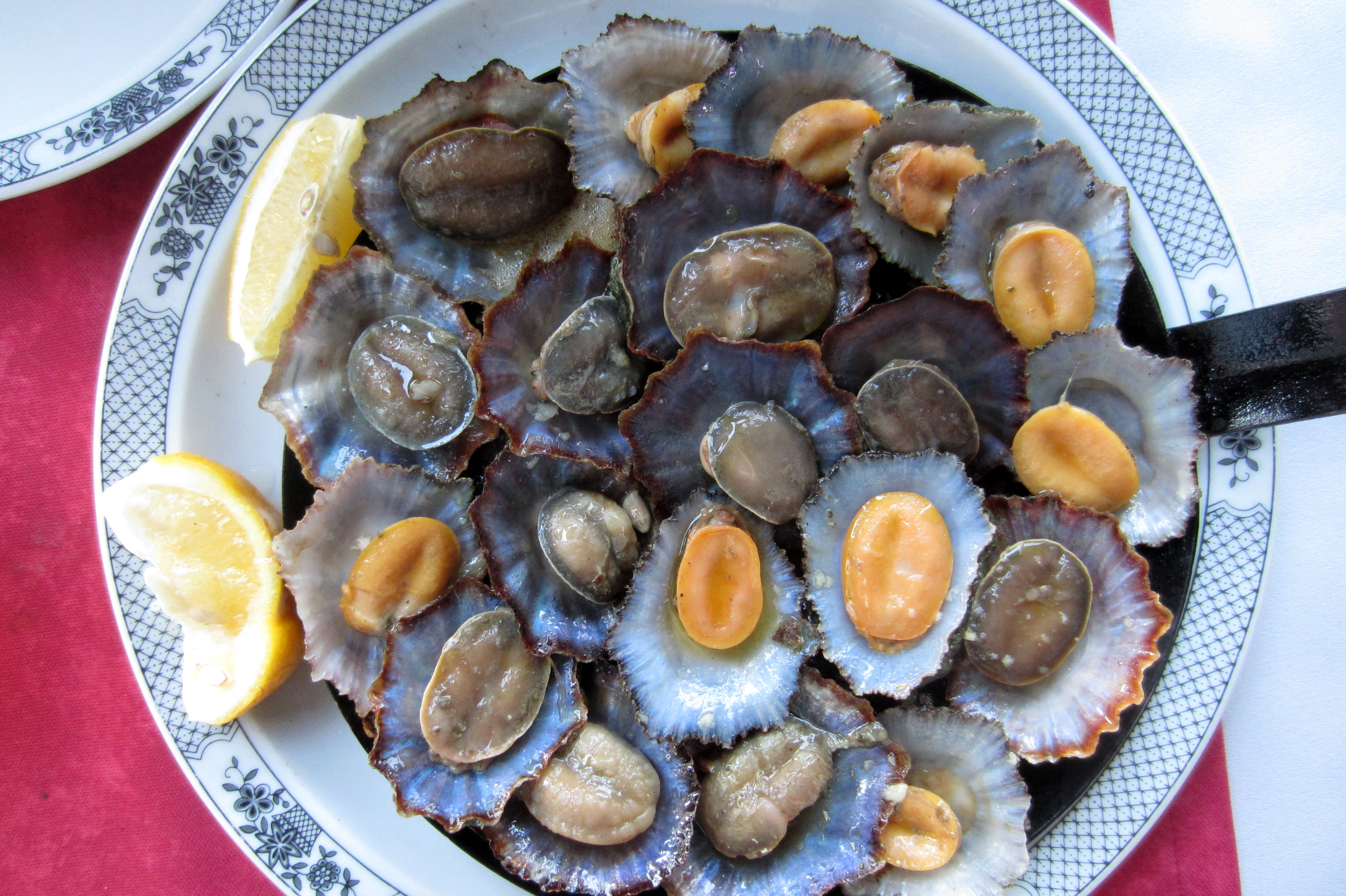
Czaszołki podane jako przystawka.

- ślimaki te stanowią przysmak w kuchniach wielu krajów (na Maderze spożywane są jako przystawka pod nazwą „lapas”)[7].